# Ulei de neem

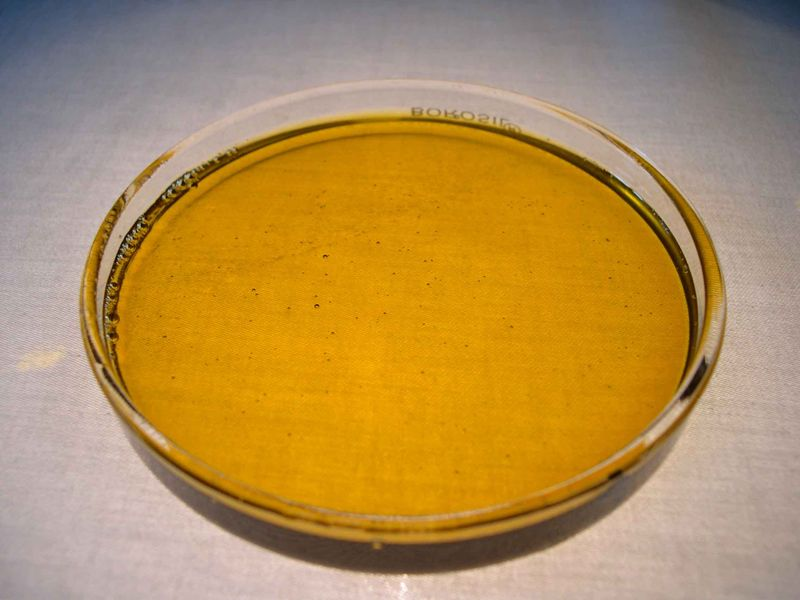

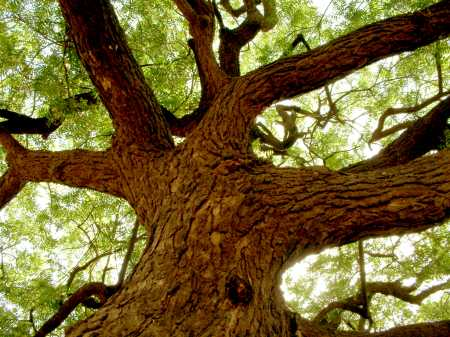
Neem - copacul

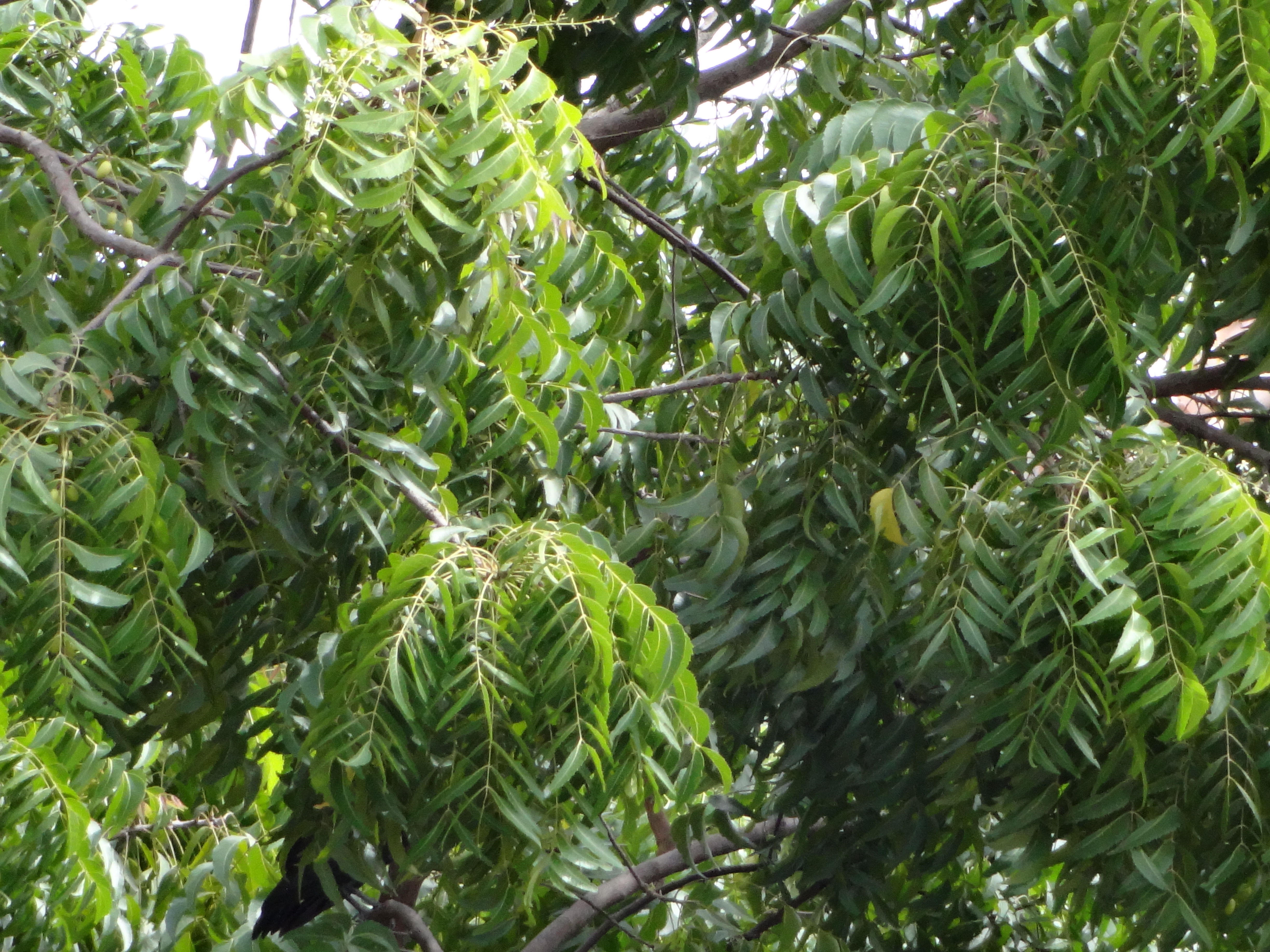
Frunze de neem

Uleiul de neem este un ulei vegetal presat de fructele și semințele neemului (Azadirachta indica), un copac mereu verde, endemic al subcontinentului indian, care a fost introdus în multe alte zone de la  tropice. Este cel mai important dintre toate produsele neem pentru comerțul ecologic și medicamentele disponibile pe piață.

## Compoziție
Uleiul de neem variază în funcție de culoare; poate fi galben auriu, maro gălbui, maro roșcat, maro închis, maro verzui sau roșu strălucitor . Are un miros destul de puternic, despre care se spune că ar combina mirosurile de alune și usturoi. Acesta este compus în principal din trigliceride și conține mulți compuși triterpeni, care sunt responsabili pentru gustul amar. Este de natură hidrofobă; în scopul emulsionării în apă în scopuri de aplicare cu surfactanți. 
Azadirachtinul este cea mai cunoscut și studiată triterpenă din uleiul de neem. Nimbinul este o altă triterpenă care a fost creditat cu unele dintre proprietățile uleiului neem ca antiseptic, antifungic, antipiretic și antihistaminic.  Uleiul de Neem conține steroli, inclusiv campesterol, beta-sitosterol și stigmasterol. 

## Extracție
Metoda de prelucrare este susceptibilă să afecteze compoziția uleiului, deoarece metodele folosite nu vor avea ca rezultat același amestec de componente în aceleași proporții. Randamentul de ulei de neem care poate fi obținut din boabele de semințe neem variază de asemenea în literatura de specialitate de la 25% la 45%. 

## Utilizare

### Medicina ayurvedică
Uleiul de Neem are o istorie vastă de utilizare în medicina ayurvedică. Cu toate acestea, există foarte puține studii  care evaluează efectele uleiului neem la om. S-a demonstrat că este eficient în limitarea toxicității cutanate acute la chimioterapia cancerului de cap și gât care implică cisplatina.

### Pesticid
Formule obținute din ulei de neem se găsesc, de asemenea, pe scară largă ca biopesticide pentru agricultura ecologică, deoarece îndepărtează o mare varietate de dăunători, printre care se numără insectele bovine, viermii de sfecla, afidele, viermele de varză, musculița, acarienii, larve, muște de ciuperci, omizi, nematode și gândacul japonez .   Neemul nu este cunoscut ca fiind dăunător pentru mamifere, păsări, râme sau alte insecte benefice, cum ar fi fluturii, albinele și păsările, dacă acestea nu sunt concentrate direct în zona lor de habitat sau pe sursa lor de hrană.  